# Universität Tunis El Manar

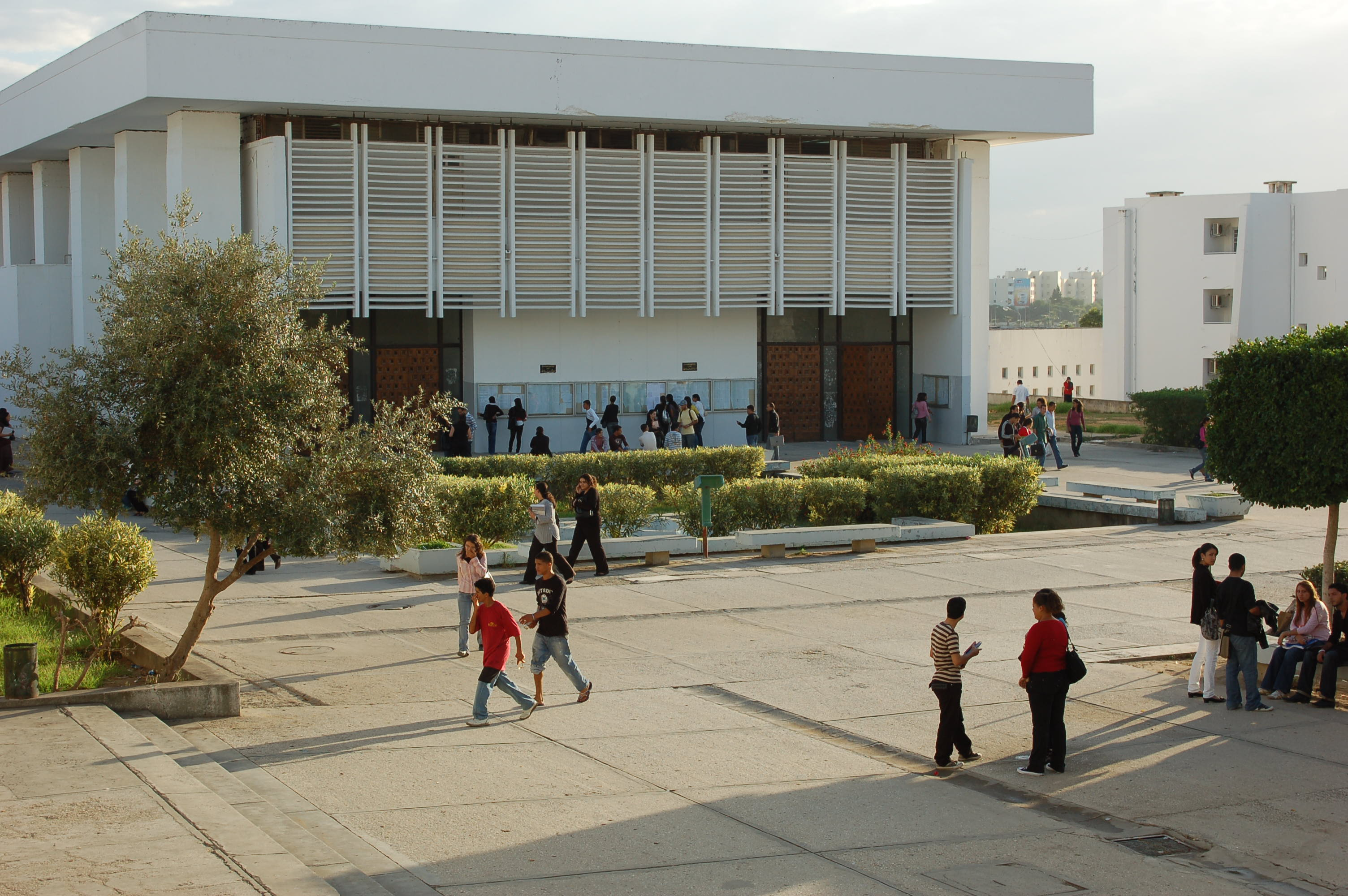
Universität Tunis El Manar

Die Universität Tunis El Manar (arabisch جامعة تونس المنار, DMG Ǧāmiʿat Tūnis al-Manār; französisch Université de Tunis – El Manar; kurz UTM) ist eine staatliche Universität in Tunis in Tunesien.
Die Hochschule wurde 2000 gegründet und folgte der 1987 gegründeten Universität der Wissenschaften, Technik und Medizin von Tunis. Die heutige Universität bietet Studienprogramme in Grundlagenwissenschaften, Ingenieurwissenschaften, Wirtschafts- und Managementwissenschaften, Geistes- und Sozialwissenschaften, Rechtswissenschaften und den medizinischen und gesundheitlichen Wissenschaften an.